# Geopelia maugei
Geopelia maugei е вид птица от семейство Гълъбови (Columbidae).

## Разпространение и местообитание
Видът е ендемичен за Малките Зондски острови в Индонезия. Среща се в Сумбава, Флорес, Сумба, Тимор, островите Танимбар, островите Кей и други по-малки острови. Обитава храсталаци, обработваеми земи и горски площи в равнинните райони.